# Dragan Mrdja
Dragan Mrdja (Servisch: Драган Мрђа) (Vršac, 23 januari 1984) is een Servische voetballer (spits) die vooral bekendstaat om zijn sterk kopspel, snelheid en werkkracht. Ondanks zijn positie scoorde hij tot zijn terugkeer naar Servië in 2008 niet veel.
Mrdja speelde als jeugdspeler bij de clubs Radnički Vrsac en Jedinstvo Vlajkovac alvorens hij zijn professionele voetbalcarrière startte bij Rode Ster Belgrado. In het seizoen 2003/04 won hij met deze club 'de dubbel'.
In de zomer van 2005 maakte Mrdja de overstap naar de Belgische Eerste klasse. Aanvankelijk kreeg Mrdja weinig speelkansen, maar nadat René Trost trainer werd bij K. Lierse SK, werd hij er een vaste waarde. In de reguliere competitie kon hij slechts tweemaal scoren (waarvan één strafschop), maar in de eindronde vond hij vijfmaal de weg naar het doel in vijf wedstrijden, waardoor hij een belangrijk aandeel had in het vermijden van de degradatie van Lierse.
In het seizoen 2006/07 speelde Mrdja de eerste vier competitiewedstrijden nog voor Lierse, vervolgens op huurbasis voor SV Zulte Waregem en na de winterstop terug voor Lierse. Daar vond hij het doel ook niet terug en vertrekt dit seizoen naar FK Chimki een Russische eersteklasser. Vanaf 2008 was hij terug in zijn eigen land aan de slag bij FK Vojvodina, waar hij wel vlot de weg naar doel wist te vinden.
In de zomer van 2010 maakte Mrdja de overstap naar het Zwitserse FC Sion waar hij de vertrokken Émile Mpenza moest vervangen. Mrdja kreeg een heel zware opdracht, Émile Mpenza doen vergeten die er 21 binnen prikte in één seizoen. In het seizoen 2012-2013 werd hij helemaal op het achterplan gelaten, mede doordat onder impuls van de voorzitter van FC Sion, 
Kyle Lafferty gehaald werd van bij de Glasgow Rangers tijdens de zomer van 2012.
Dragan Mrdja was ook speler van het Servische team onder 21. In de eerste wedstrijd als onafhankelijke republiek, tegen de leeftijdsgenoten uit Tsjechië, scoorde Mrdja het eerste doelpunt. Hij scoorde ook twee keer in de halve finale van het EK-21 tegen de Belgische –21 ploeg. In 2008 behaalde Mrdja zijn eerste cap voor de Servische nationale ploeg, tot nu toe speelde hij elf interlands voor zijn vaderland.

## Clubstatistieken
| seizoen                     | club               | land                 | competitie         | duels | goals |
| --------------------------- | ------------------ | -------------------- | ------------------ | ----- | ----- |
| 2002/03                     | Rode Ster Belgrado | Servië en Montenegro | Meridian Superliga | 1     | 0     |
| 2003/04                     | Rode Ster Belgrado | Servië en Montenegro | Meridian Superliga | 25    | 4     |
| 2004/05                     | Rode Ster Belgrado | Servië en Montenegro | Meridian Superliga | 5     | 3     |
| 2005/06                     | K. Lierse SK       | België               | Eerste Klasse      | 20    | 2     |
| 2006/07                     | K. Lierse SK       | België               | Eerste Klasse      | 4     | 0     |
| 2006/07                     | SV Zulte Waregem   | België               | Eerste Klasse      | 1     | 0     |
| 2006/07                     | K. Lierse SK       | België               | Eerste Klasse      | 2     | 0     |
| 2007/08                     | FK Khimki          | Rusland              | Premjer-Liga       | 9     | 2     |
| 2008/09                     | FK Vojvodina       | Servië               | Meridian Superliga | 27    | 13    |
| 2009/10                     | FK Vojvodina       | Servië               | Meridian Superliga | 28    | 22    |
| 2010/11                     | FC Sion            | Zwitserland          | Axpo Super League  | 18    | 8     |
| 2011/12                     | FC Sion            | Zwitserland          | Axpo Super League  | 9     | 1     |
| 2012/13                     | FC Sion            | Zwitserland          | Axpo Super League  | 2     | 0     |
| Totaal                      | Totaal             | Totaal               | Totaal             | 151   | 56    |
| Bijgewerkt: 18 januari 2013 |                    |                      |                    |       |       |

1 Stojković ·
2 Rukavina ·
3 Kolarov ·
4 Kačar ·
5 Vidić ·
6 Ivanović ·
7 Tošić ·
8 Lazović ·
9 Pantelić ·
10 Stanković  ·
11 Milijaš ·
12 Isailović ·
13 Luković ·
14 Jovanović ·
15 Žigić ·
16 Obradović ·
17 Krasić ·
18 Ninković ·
19 Petrović ·
20 Subotić ·
21 Mrđa ·
22 Kuzmanović ·
23 Đuričić ·
Coach: Antić